# Gębice (Czarnków-Trzcianka)
Pour les articles homonymes, voir Gębice.
Gębice (prononciation : [ɡɛmˈbit͡sɛ]) est un village polonais de la gmina de Czarnków dans le powiat de Czarnków-Trzcianka de la voïvodie de Grande-Pologne dans le centre-ouest de la Pologne.
Il se situe à environ 9 kilomètres à l'est de Czarnków (siège de la gmina et du powiat), et à 60 kilomètres au nord de Poznań (capitale de la Grande-Pologne).

## Histoire
De 1975 à 1998, le village faisait partie du territoire de la voïvodie de Piła.

Depuis 1999, Gębice est situé dans la voïvodie de Grande-Pologne.
Le village possédait une population de 986 habitants en 2011.